# Justin Lonwijk
Justin Antonius Lonwijk (ur. 21 grudnia 1999 w Tilburgu) – surinamski piłkarz, grający na pozycji pomocnika, reprezentant kraju. Były młodzieżowy reprezentant Holandii.

## Kariera piłkarska

### Kariera klubowa
Wychowanek klubów Willem II Tilburg oraz PSV Eindhoven. 13 stycznia 2017 rozpoczął karierę piłkarską w drużynie Jong PSV, grającej w drugiej lidze. 29 maja 2019 podpisał trzyletni kontrakt z FC Utrecht. Rozegrał 3 mecze w podstawowym składzie, wychodząc przeważnie w drużynie rezerw Jong FC Utrecht. Na początku 2021 został wypożyczony do duńskiego Viborg FF. Po zakończeniu wypożyczenia klub kupił transfer zawodnika, podpisując z nim trzyletni kontrakt. 22 września 2022 podpisał 5-letni kontrakt z Dynamem Kijów. 25 lipca 2023 został wypożyczony na jeden sezon do RSC Anderlecht. W styczniu 2024 opuścił belgijski zespół z powodu małej liczby występów. W tym samym miesiącu udał się na kolejne wypożyczenie, tym razem do Fortuny Sittard. 31 sierpnia 2024 został wypożyczony na jeden sezon do Viborg FF.

### Kariera reprezentacyjna
W 2016 debiutował w juniorskiej reprezentacji Holandii U-17. W latach 2016–2017 występował w reprezentacji U-18, a w latach 2017–2018 w kadrze U-19.
Od 2024 występuje w reprezentacji Surinamu, kraju swojego pochodzenia. Zadebiutował w niej 24 marca 2024 w zremisowanym 1:1 spotkaniu z Martyniką. W tym meczu strzelił również gola.

## Sukcesy i odznaczenia

### Sukcesy klubowe
Viborg FF
- mistrz I dywizji Danii: 2020/21